# Josef Záruba
Josef Záruba (* 24. listopadu 1995 Brno) je český automobilový závodník, reprezentant České republiky v roce 2018. Několikanásobný mistr České republiky v automobilovém sportu. V současné době[kdy?] pilot Huracán Super Trofeo Evo v týmu Mičánek Motorsport v minulosti pilot Formule Renault 2.0 NEC. Pod vedením dalšího úspěšného českého závodníka Jiřího Mičánka absolvoval Northern European Cup u španělského týmu v letech 2014 a 2015.

## Výsledky

### 2012
- 3. místo v 1. závodě – European R-Cup (kategorie Supersport) Brno
- 3. místo v 1. závodě – European R-Cup (kategorie Supersport) RedBull Ring
- 2. Místo – FIA CEZ endurance do 2000 cm³

### 2013
- 1. místo – Mezinárodní mistrovství České republiky, Divize 5 Red Bull Ring
- 3. místo – Radical European Masters (2× vítězství, 5× pole position)

### 2014
- 1. místo – Eset V4 Cup FR 2.0
- 2. místo – Formula Renault NEC Nurburgring
- Pole position – Formula Renault NEC Nurburgring

### 2015
- 11. místo – Formula Renault 2.0 Northern European Cup

### 2017
- 1. místo – Eset V4 Cup, kategorie GTC
- 1. místo – FIA CEZ, kategorie GTC

### 2018
- 1. místo – kategorie GTC[3]
- 1. místo – kategorie GTC[4]
- účast v závodě – Monza[5]